# Platemys platycephala
La charapita de aguajal (Platemys platycephala) es una especie de tortuga de la familia Chelidae, y única representante del género Platemys. Se distribuye ampliamente por las selvas tropicales del centro y norte de Sudamérica. 
Se reconocen dos subespecies:
- Platemys platycephala melanonota Ernst, 1984
- Platemys platycephala platycephala (Schneider, 1792)

Esta especie tiene una coloración muy característica, con la parte superior de la cabeza de color amarillo anaranjado y los lados de la misma de color negro. Son de pequeño tamaño no superando los 18 cm, y los macho alcanzan mayores tamaños que las hembras. El caparazón es marrón y tiene dos quillas con un surco longitudinal separándolas. El plastrón tiene los bordes de tonos amarillentos y el centro negro.
Estas tortugas solitarias son más activas durante el crepúsculo y la noche. Se alimentan de animales acuáticos: renacuajos, peces, crustáceos y otros invertebrados. Se reproduce durante la estación seca y ponen un único huevo. Durante la estación seca pueden enterrarse en la hojarasca y estivar.